# Luis Gaitán Cabrera
Luis Gaitán Cabrera (n. Villa de Álvarez, Colima, 16 de septiembre de 1956) es un político Mexicano, miembro del Partido Revolucionário Institucional

## Biografía
Nació el 16 de septiembre de 1956, en Villa de Álvarez, Colima, México

## Familia
Hijo de †Don. Luis Jorge Gaitán Araiza, Funcionario Municipal, Agricultor y Ganadero, y de la Sra. †Rosa Cabrera de Gaitán.
Nieto de †Don Luis Gaitán González, quien fue tres veces presidente municipal de Villa de Álvarez, Colima en 1927, 1931 y 1941 y de José Cabrera Rivera, dos veces presidente municipal de Villa de Álvarez en 1927 y diputado local en 1940.

## Profesión
Tiene una licenciatura en Medicina Veterinaria y Zootecnia, por la Universidad Michoacana de San Nicolás Hidalgo, y una maestría en Ciencias Políticas y Administración Pública, por la Universidad de Colima.

## Puestos de Elección Popular
- 1983 - 1985: regidor propietario del H. Ayuntamiento de Villa de Álvarez, Col.
- 1992 - 1994: presidente Municipal de Villa de Álvarez, Col.
- 1994 - 1997: diputado local por Villa de Álvarez, Col., (LI Legislatura del H. Congreso del Estado de Colima)
- 2000 - 2003 Regidor propietario (Plurinominal) en el H. Ayuntamiento de Villa de Álvarez, Col.
- Diputado local (Plurinominal) Integrante de la LV Legislatura del H. Congreso del Estado de Colima.

## Experiencia académica
- Maestro en la Facultad de Medicina Veterinaria y Zootecnia de la Universidad de Colima (Campus Tecomán)

## Experiencia Administrativa
- 1989 - 1991 Coordinador General del Comité de Planeación Municipal (COPLADEMUN) en el Ayuntamiento de Villa de Álvarez, Col.
- 1992 - 1994: presidente municipal de Villa de Álvarez, Col.
- 2009 - 2015: contralor general del Gobierno del Estado de Colima

## Experiencia legislativa
- Diputado local en dos ocasiones:
  - En la LI Legislatura, presidió la Comisión de Asentamientos Humanos y Obras Públicas, y Secretario de la Comisión de Hacienda y Presupuesto.
  - En la LV Legislatura, fue presidente de la Comisión de Gobierno Interno y Acuerdos Parlamentarios y Coordinador del Grupo Parlamentario del PRI.

- Secretario de la Comisión de Hacienda y Presupuesto y Secretario de la Comisión de Asentamientos Humanos.

## Experiencia Profesional
Como Funcionario Federal, se desempeñó por trece años en la entonces Secretaría de Agricultura y Recursos Hidráulicos (SARH), participando desde Jefe de Programa; Vocal Ejecutivo; Director de Centro; Jefe de Unidad y participó en Múltiples Cursos, Talleres, Congresos y Seminarios Agropecuarios.

## Participación en Organizaciones
- Presidente del Colegio de Médicos Veterinarios de Colima, A.C.
- 2008 - Fundador y Vocal de la Asociación Ganadera Local de Villa de Álvarez, Col.
- 2003 - 2006 Presidente del Comité Directivo Estatal del PRI en Colima, Col.
- 2007 - 2009 Coordinador Nacional de los Legisladores Locales Priistas
- 2010 - 2011 Coordinador Nacional de la Comisión Permanente de Contralores Estados – Federación

## Participación en Cursos Internacionales
- 1988 Becario de la Organización de los Estados Americanos (OEA), en Súnchales, Santa Fe, República de Argentina.
- 1992 Participación al intercambio de “Experiencias Agropecuarias”, en La Habana, Cuba
- 2002 Asistencia a la 5.ª. Misión Técnica de Intercambio de Experiencias Municipales, en Curitiba, Brasil
- 2004 Asistencia al Curso Superior de Capacitación Política en la Sociedad Global, en la Universidad Complutense de Madrid, España
- 2004 Asistencia al IV Seminario Internacional de Estrategias de Campañas Electorales, en la Universidad George Washington, en Washington D. C.
- Asistencia al Curso Intensivo de Investigación Político – Electoral, celebrada en Miami, Florida, USA
- 2007 Invitado al Parlamento a visitar las Cámaras de Senadores y de los Comunes, en Ottawa, Canadá

## Reconocimientos Especiales
- Obtención del “Premio Nacional de Solidaridad a la Acción Municipal 1993”, otorgado por el presidente de la República.
- Reconocimiento a la Función Pública Gubernamental, otorgado por la Asociación Colimense de Periodistas y Escritores, A.C.
- Declarado Huésped Distinguido por los H. Ayuntamientos de Acapulco (1992) y Guanajuato (1996)

## Actividades Político - Partidistas (PRI)
- 1979 Se afilió al Partido Revolucionario Institucional
- Ha participado activamente en brigadas, campañas electorales, foros de consulta, jornadas de debates y análisis.
- Secretario General de la Liga Municipal de la C.N.O.P. en Villa de Álvarez
- Delegado, asistencia a diversas Asambleas Nacionales, ha ocupado los puestos de Secretario de Gestión Social, de Organización, Secretario General, hasta ocupar la Presidencia del Comité Directivo Estatal del PRI
- Como Presidente del PRI en Colima, se ganó la elección extraordinaria (2003) a Gobernador con el Prof. Gustavo Vázquez Montes y la elección extraordinaria a Gobernador (2005) del Lic. Silverio Cavazos Ceballos.
- Consejero Político Vitalicio en el Municipio y el Estado.
- Consejero Nacional

## Actividades Altruistas
Implementó la Fundación Carolita Gaitán I.A.P.. donde se atienden a niños con el Síndrome de Down, de escasos recursos económicos.
- Datos: Q5983502